# Johann Josef Ammann

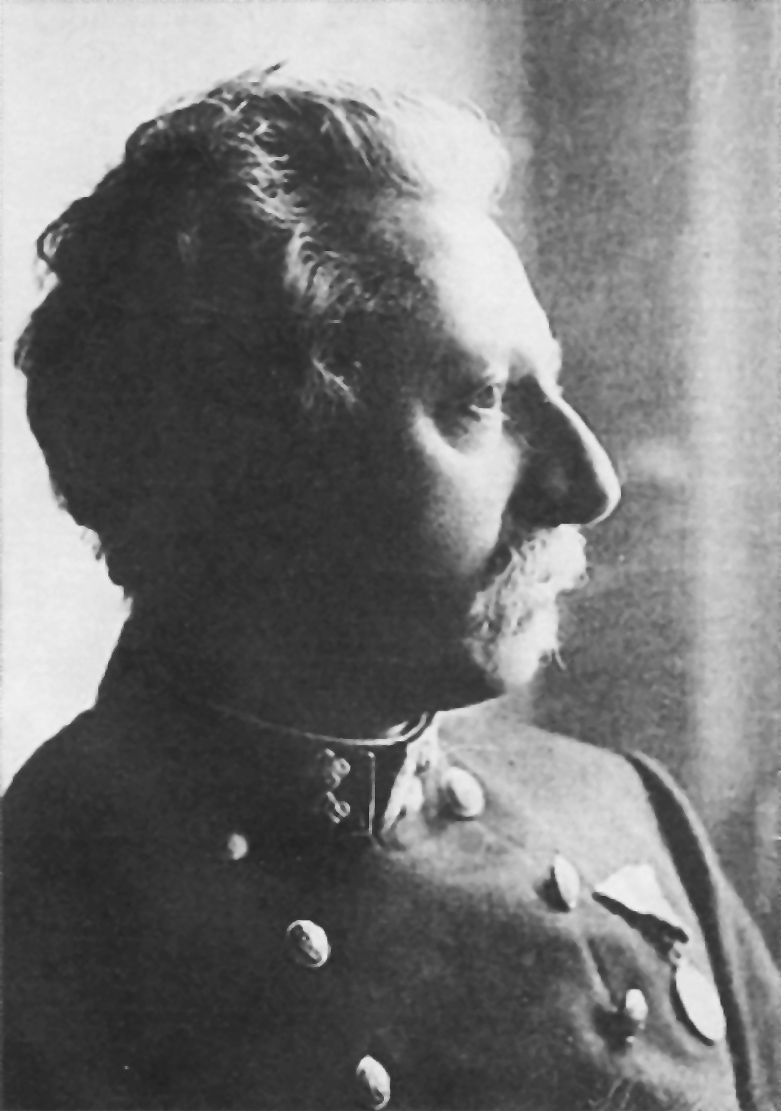
Johann Josef Ammann

Johann Josef Ammann (* 11. Juli 1852 in Hohenems; † 13. Februar 1913 in Meran) war ein österreichischer Lehrer und Volkskundler.

## Leben
Johann Josef Ammann studierte in Innsbruck Germanistik, Geschichte und Philosophie. Seit dem Jahre 1883 wirkte er als Professor in definitiver Anstellung am deutschen Gymnasium in Český Krumlov, dem damaligen Krummau. Ammann widmete sich außer seiner pädagogischen Arbeit der ethnographischen Terrainforschung auf dem deutschsprachigen Gebiet des Böhmerwaldes, und oft wurde er „Vater der Völkerkunde im Böhmerwald“ genannt. Im Mittelpunkt seiner Interessen stand die Volksdichtung.

## Schriften
- Volksschauspiele aus dem Böhmerwalde. Teil 1 der Beiträge zur deutschböhmischen Volkskunde. Prag 1898–1900.[1]